# Jusići (Šipovo)
Pour les articles homonymes, voir Jusići et Jušići.
Jusići (en serbe cyrillique : Јусићи) est un village de Bosnie-Herzégovine. Il est situé dans la municipalité de Šipovo et dans la république serbe de Bosnie. Selon les premiers résultats du recensement bosnien de 2013, il compte 62 habitants.

## Démographie

### Répartition de la population par nationalités (1991)
En 1991, le village comptait 162 habitants, répartis de la manière suivante :